# Apletodon wirtzi
Apletodon wirtzi är en fiskart som beskrevs av Hans W. Fricke 2007. Apletodon wirtzi ingår i släktet Apletodon och familjen dubbelsugarfiskar. Inga underarter finns listade i Catalogue of Life.